# 灼熱的儀來河內
《灼熱的儀來河內》是由日本漫畫家田村隆平繪畫的動作喜劇作品，於2020年6月27日開始在《週刊少年Jump》上連載，至2021年6月21日連載結束。臺灣《寶島少年》2021年第3+4期起開始連載，至2021年第35期連載結束。單行本全5卷。日本原版的英語副標題為「Hardboiled and Dolphin」，每集話數皆以「depth:」開頭。

## 劇情簡介
東京都新宿警署所屬的巡警鮫島灼熱是一位麻煩製造者，為了完成任務，他多次採取不當手段，也因如此被高層調動至偏遠的小笠原群島姊島。
來到姊島之後，鮫島獲派處理由神秘的「海之教團」引發的集體失蹤案，但這以一位五歲少女「茶子」的話語為神諭的邪教團體在被搜查之後便突然消失。在鮫島抵達的三天前，茶子與人形海豚奧爾菲斯·F·利帕一起回到姊島，後者隨即加入當地的警察局，並成為鮫島的上司。

## 登場人物

### 主要人物
鮫島 灼熱（Boyle Samejima）
本作男主角，戴著太陽眼鏡的28歲巡查，愛稱為「鮫」，原先所屬東京都新宿區的警察，後來因為多次違規而被下調至姊島，但後來證實為神宮寺之意。
有著異乎常人的身體能力，懂得使用法國踢腿術等武術，使用手槍的技巧也屬上乘，雖不善游泳，但卻擁有超高的潛水潛力，甚至還在有限的時間內學懂了「海氣八極」奧義「練水」，更在南風原死後繼承其右腕。
處事硬派，為了完成任務會採取動用私刑和非法入侵等不擇手段，但實際上本性善良、重視伙伴且具義氣。
十年後已成為茶子的繼父，對宇海有好感，並仍留在姊島負責處理海人的問題。
奧爾菲斯·F·利帕（Orpheus F. Lipper）
人形海豚，此前為普通的人類，原姓「南風原」，與鮫島同日到姊島警署就職的警部補，也是前者的上司，此前所屬於外事七課，愛稱為「奧爾菲」。
將海豚的能力活用至極致，例如通過呼出並進入渦環，以獲得驚人的瞬間爆發力，或用聲波震暈敵人等，同時擁有能無效化海人能力，屬「海神的斷片」之一的右腕，在海中人稱「地獄的奧爾菲」。
在御岬角事件中與室伏重逢，在激戰之後被困在其招式「塔耳塔羅斯」中，在狂暴化逃出之後被他以同一招式所殺，死後右腕被鮫島繼承，其警官階級獲追升兩級至警視。
初時與鮫島關係僵硬，當他與茶子親近時會感到嫉妒，但搭擋多次後逐漸衍生出默契，雙方都對各自的能力表示尊敬。
名字來自希臘神話的音樂家俄耳甫斯。
茶子（Chako）
本作關鍵角色，天真爛漫的少女，年齡約為五歲左右，被奧爾菲斯救出後稱其為「爸爸」，實為神室和櫛灘的女兒。
「海之教團」的「乙事姬」，教徒們皆以她的話語為神諭，可與海洋生物對話，甚至使其進化，能在海面上行走，也有著超乎想像的怪力。
十年後已長成亭亭玉立的少女，與母親櫛灘一起生活，並認鮫島為自己的第二位繼父，在姊島當地的學校就讀。

### 姊島警署
七瀨 宇海（Umi Nanase）
單馬尾巨乳，所屬姊島警署的24歲女巡查，村長的女兒，在村中有著許多粉絲。
十年後已成為姊島警署的署長，對鮫島有好感。
深作（Mitsukuri）
體型肥胖的警察，有著中二病，右眼帶著眼罩。十年後已變瘦。

### 海洋機動搜查隊（外事七課）
神宮寺 登美（Tome Jinguji）
海洋機動搜查隊的隊長，打著雙馬尾的金髮少女，真實年齡不詳，與南風原和室伏為同期出生。
性格冷靜沉著，為「海中戰鬥術」的專家，擅用「海氣八極」，教曉鮫島使用「海氣八極」的基本技巧。
櫂 敏隆（Kai Toshitaka）
海洋機動搜查隊的成員，使用海氣棒術「流旋棍」戰鬥。
相來 拓海（Takumi Aikuru）
海洋機動搜查隊的實習生，隊醫，海人損傷方面的醫療專家。
松濠 卍（Ban Matsugo）
海洋機動搜查隊的成員，為人輕浮的帥哥。
瑪露尤嘉（Marjukka）
海洋機動搜查隊的成員，仰慕神宮寺，使用「海氣八極」戰鬥。
石臣（Shin Cheng）
海洋機動搜查隊的成員，擬似使用放熱系的能力。

### 大鰆一家
梶 金之助（Kinnosuke Kaji）
《星際牛仔》主角史派克·史比格般造型的平鰭旗魚海人，大鰆一家的少主，幫派排名第9位。與奧爾菲斯亦敵亦友，被他稱作「海膽頭」。
有著在海人中數一數二的速度，常用戰鬥方式為把手臂化為有毒尖吻作刺擊，配合速度可做出穿刺力驚人的突刺，為了應付緊急情況亦會配備電擊槍。
在違反海人規定下擊沉一艘珊瑚捕獲船時被奧爾菲斯逮捕，對其速度不及他感到自悲，後來擄走茶子為父親治病而登上姊島，被鮫島和奧爾菲斯聯手擊敗後釋懷，更為了報答其恩情背叛「海之教團」。
大鰆 塞拉（Saira Osawara）
大鰆一家三代目，穿著魔法少女服裝的皇帶魚海人，幫派排名第19位。
喜愛看書，在海中生活時希望有朝一日到陸地上看看，也經常滿面天真地向梶講述關於陸地的知識。
在「偶然」擱淺時被途人所救，後者報案後與鮫島一行人變得熟稔，自稱是為了自主相親和尋找「海異光」而上岸，實為「海之教團」成員，接近鮫島等人是為了套取情報和討好茶子。
對鮫島有好感，目前已背叛教團，本身對其不抱忠誠感，認為父親之死與神室有關。
反間 寒馬（Hanma Kanma）
身形碩壯的槌頭鯊海人，原馬里亞納家族成員，因品行不正而被放逐，在囚時認梶為結拜大家，加入大鰆一家。

### 海之教團
神室 洋介（Yosuke Kamuro）
「海之教團」的教主，年齡不詳的金髮少年，個性好色，帶領教團成員探勘御岬角遺跡，在姊島時以救生員身份作掩飾。真實身分是茶子的生父。
曾與南風原和神宮寺為警局的同事，以「室伏」為姓活動，與前者一起前往「海之教團」調查，務求成為他們的高層以收集情報，並與教團成員之一的櫛灘生下「茶子」，但卻在吃掉海人的肉後走火入魔，殺掉了原先的教主。
在御岬角事件中與已化身為海豚的南風原重聚，雖然一度被其壓制，後憑藉製造超高壓海底空間的招式「塔耳塔羅斯」勝出，並獲得「海神的左臂」，一度造出巨大海嘯威脅姊島，但最後被繼承奧爾菲斯右腕的鮫島撃敗並被囚禁。
櫛灘 八重（Yae Kushinada）
「海之教團」的成員之一，性格天然，對教義深信不疑。真實身分是茶子的生母。
在神室和南風原加入教團後與他們成為好友，更為前者生下女兒茶子，但神室為了研究「海神的斷片」而冷落了其妻女，也因如此奧爾菲斯為了拯救她們而移植「海神的右手」，成為「奧爾菲斯」。
在茶子成為「乙事姬」突然失蹤，間接成為神室走火入魔的契機，實為背叛教團後與海機搜合作，找尋並收復位於南極的「海神之心」，在御岬角事件期間回到姊島，冀茶子在跟隨她到南極或留在島上做選擇。十年後繼續和女兒一起生活。
沖浦 芽衣（Mei Okiura）
「海之教團」幹部兼科學班主任，冠名「克洛托」，在姊島上時常與神室一起活動，稱後者為「色魔」。
奧菜 由香理（Yukari Okina）
19歲的姊島海濱中心學員，葉村的好友兼拍擋。
實為「海之教團」的成員，冠名「拉刻西斯」，被奧爾菲斯等人追趕時自斷腳掌逃走，後成為「海神的斷片」右腳的適者，能夠使出對半分海洋的恐怖斬擊。
一角 清道（Seido Ikkaku）
馬里亞納家族幹部，幫派排名第5位的一角鯨海人，劍術高強，會用其螺旋狀的長牙戰鬥，也能使出音波產出的攻擊，但威力比奧爾菲斯差一大截，後被發動「深呼吸」的神宮寺以「離岸雙臂」擊敗。
武藤 夢觀（Yumemi Mudo）
州流我一家少主，幫派排名第7位，能力和品種皆不明的海人，被鮫島用「練水」毀掉半身後被遭神室擊倒。
納茲麻（Namazu）
馬里亞納家族特攻隊長，幫派排名第18位，模仿奧爾菲斯的打扮卻裝扮成默劇演員的巨型花鯰海人，使用拳頭戰鬥，後在守衛御岬角遺跡時被鮫島以「練水」擊敗。
鬼達磨（Onidamura）
玫瑰毒鮋海人，克達馬克家族幹部，幫派派名30名以內，運用比毒蛇高數十倍的猛毒和隱身戰鬥，在守衛御岬角遺跡的入口時被神宮寺擊敗。

### 其他人物
七瀨 源（Gen Nanase）
村長，考古學家，宇海的父親，其任職潛水員的妻子在宇海6歲時為了幫助他的考古工作進入「御岬角」海底遺跡後失蹤。
山本 大紀（Daiki Yamamoto）、岡村 勘助（Kansuke Okamura）
姊島高中1年級的學生年，愛慕著宇海。
最初敵視鮫島，但在被其身體能力震撼後轉為奉他「大哥」。
葉村 樹良（Jura Hamura）
姊島海濱中心的學員，非常重視其好友兼拍擋奧菜，為其溺水一事而報警後識鮫島等人，在奧菜重回「海之教團」而失蹤後誓死尋回她，期間常與鮫島交流情報和分享心事。
十年後已成為姊島警署的巡查之一。

## 用語
姊島（Anegashima）
故事主舞台，位於小笠原群島最南端的架空島嶼，有著優美的景色和海水浴場，盛產紅薯。
島嶼附近有一海域稱作「御岬角」，因複雜的海流而成為船難多發的地帶，其海底下有一已有10000年歷史的遺跡，內裡存有「海神的斷片」之一的左腕。
海之教團（Cult of the Sea）
新興宗教團隊，教祖為「邇来愜」神室洋介，神諭巫女為「乙事姫」茶子，教徒們相信大海將在幾年內吞噬陸地，若想得救就必須前往「樂園」
為「海之教團」集體失蹤案的始作俑者，在被強制搜查後包含教主和幹部在內27人乘船前往「樂園」後下落不明，但實際上並未消亡，最終目的是想讓陸地上所有城市沉入海底，因此必須收集「海神的斷片」，目前已有4片。
海人（Mermen）
可以變身成人類的魚，普遍在海中生活，對紫外線極為敏感，因此只能在陸地上活動至多3小時，稱自己種族為「比人類更優越的存在」。
各族群在海中的生活與陸上相差無幾，在北大平洋中有500多個不同規模的幫派家族互相爭鬥，後在奧爾菲斯的努力下各方簽訂停戰協議。
海洋機動搜查隊（Marine Mobile Investigations Unit）
簡稱為「海機搜」或「MIU」，正式名稱為「警視廳公安部外事七課」，專責處理海人方面犯罪的部門，隊員均熟習海中呼吸和海中戰鬥術，在23話後為了方便調查「海之教團」而把據點遷往姊島。

## 出版書籍
日本版的《灼熱的儀來河內》單行本全5卷。英文版則由碧日代理，並以「硬派警察與海豚」（Hard-Boiled Cop and Dolphin）為名在網上上架。
| 冊數 | 集英社 | 集英社        | 集英社                 | 東立出版社     | 東立出版社    | 東立出版社             |
| 冊數 | 副標題 | 發售日期      | ISBN                   | 副標題         | 發售日期      | ISBN                   |
| ---- | ------ | ------------- | ---------------------- | -------------- | ------------- | ---------------------- |
| 1    |        | 2020年11月4日 | ISBN 978-4-08-882510-6 | 海豚與鯊魚     | 2021年6月11日 | ISBN 978-957-26-6478-0 |
| 2    |        | 2021年2月4日  | ISBN 978-4-08-882622-6 | 漲潮的藍調     | 2022年4月21日 | ISBN 978-957-26-6479-7 |
| 3    |        | 2021年4月2日  | ISBN 978-4-08-882647-9 | 海底遺跡       | 2022年5月23日 | ISBN 978-957-26-7797-1 |
| 4    |        | 2021年7月2日  | ISBN 978-4-08-882757-5 | 小笠原的最深處 | 2022年12月5日 | ISBN 978-957-26-7798-8 |
| 5    |        | 2021年10月4日 | ISBN 978-4-08-882816-9 | 儀來河內       | 2023年3月3日  | ISBN 978-957-26-8028-5 |

## 外部連結
- 《灼熱的儀來河內》集英社官方網站 （页面存档备份，存于）